# Boissy-le-Cutté
Boissy-le-Cutté är en kommun i departementet Essonne i regionen Île-de-France i norra Frankrike. Kommunen ligger i kantonen La Ferté-Alais som tillhör arrondissementet Étampes. År 2022 hade Boissy-le-Cutté 1 343 invånare.

## Befolkningsutveckling
Antalet invånare i kommunen Boissy-le-Cutté
| Referens: INSEE |